# 濃度算
濃度算（のうどざん）とは、算数の文章題の一種で、溶液の濃さ（濃度）、溶液・溶媒・溶質の質量などについての限られた条件から未知の量を求める問題である。特に中学入試では、理科でも水溶液についての性質（溶解度など）が頻出であるが、算数では身近な溶液である食塩水の希釈・濃縮、混合についての思考問題がほとんどである。
派生として、ジュースや合金などについての問題もある。（いずれにしろ濃度に関係あるもので出題される）
複数の異なる食塩水同士のやり取り（いくらかを他に移す）が多いが、それらの仮定のバリエーションは多い。後述するように面積図や天秤を使った解法もある。

## 公式
下の公式における濃さは、%を小数で表した数字であることに注意（例：20%の場合は、0.2）。
溶質の重さ=水溶液の重さ×濃さ

## 例題
容器A～Eがある。Aには6%の食塩水200gが入っている。Bには食塩水が400g入っている。Cには10%の食塩水が入っている。DにはBと同じ濃さの食塩水が200g、EにはCと同じ濃さの食塩水が300g入っている。次の操作を行った。
A, B, Cに関する操作
操作1：Aから100gの食塩水を取り、Bに混ぜた。
操作2：操作1を終えたBから、100gの食塩水を取り、Cに混ぜた。
操作3：最後に、AとCに入っている食塩水を全て混ぜ合わせた。これを蒸発させると48gの食塩が得られた。
D, Eに関する操作
操作4：また、DとEの食塩水を全て混ぜ合わせたものを蒸発させたところ、操作3と同量・48gの食塩が得られた。
Bの食塩水の濃度とCに入っていた食塩水の質量を求めよ。

### 上述の公式による解法
Aには、初め 2×6＝12(g) の食塩が入っていて、半分をBに移すので食塩は6gになる。CがBから何gかの食塩を受け取るので、48 − 6 = 42(g) となる。
Eは、初め10%, 300gなので、10×3 = 30(g) の食塩が入っていた。Dは、初め200gで、そのうち、食塩は 48 − 30 = 18(g) すなわち9%である。よって、Bの初めの濃度は9%である。
Bには初め 9×4＝36(g) の食塩が入っていた。Aから、6gもらうので、36 + 6 = 42(g) となる。Bは 42 ÷ 500 × 100 = 8.4(%) になる。
最初、Cには食塩は 42 − 8.4 = 33.6(g) 入っていた。食塩水は 33.6 × 10 = 336(g) は入っていた。
答えはBの初めの濃度は9%、あとの濃度は8.4%、Cの初めの食塩水は336gである。

### 方程式による解法
D：食塩水200g、濃度：x％／E:食塩水300g、濃度10％とする。
DとEを混ぜ、200x/100+30010/100=500l/100の食塩を生み出す。lは混ぜた後の濃度である。
蒸発の有無、いずれにしても食塩48gに変わらない。よって500l/100=48。l=9.6なので、x=9となる。
A：食塩水200g、濃度6％／B：食塩水400g、濃度9％／C：食塩水d(g)、濃度10(％)とする。
操作1により、混合すると、1006/100+4009/100=500e/100となる。よって、操作1混合後の濃度e=8.4(％)となる。
操作2により、混合すると、1008.4/100+d10/100=(100+d)W/100→①となる。
操作3により、混合すると、1006/100+(100+d)W/100=(200+d)Q/100→②となる。
(Q：操作3混合後の濃度、W：操作2混合後の濃度)
蒸発の有無、いずれにしても食塩48gに変わらない。よって(200+d)Q/100=48→③といえる。
①を②に代入すると、1006/100+1008.4/100+d10/100=(200+d)Q/100、これを整理すると、1440+10d=200Q+dQ→④となる。
③を整理すると、(200+d)Q=4800、すなわちQ=4800/200+dとなる。
これを④に代入すると、d=336となる。
答えはBの初めの濃度は9%、あとの濃度は8.4%、Cの初めの食塩水は336gである。

## 天秤を用いた例題と解法
4%の食塩水A180gと10%の食塩水Bを混ぜ合わせると6%になった。Bの食塩水の重さを求めよ。

### 解説
てんびんの計算と同じように考える。
AC : CB = (6 − 4) : (10 − 6) = 1 : 2
天秤がつり合っているとき、おもり（食塩水）の重さの比は支点までの距離の比の逆比になるので、
A : B = 2 : 1
となる。
比の2が180gに当たるので1は 180 ÷ 2 = 90(g)。